# Henri Bienvenu
Henri Bienvenu Ntsama (* 5. Juli 1988 in Garoua) ist ein kamerunischer Fußballspieler.

## Spielerkarriere
Henri Bienvenu begann seine professionelle Karriere in der Saison 2006/07 bei Club Athlétique Bizertin in der höchsten tunesischen Spielklasse, für dessen Mannschaft er in seiner Debütsaison in 14 Partien vier Tore erzielen konnte. In der darauffolgenden Spielzeit markierte er sieben Treffer in elf Partien. Im Januar 2008 wechselte er zum Ligakonkurrenten Espérance Tunis. In der Saison 2008/09 absolvierte er 20 Partien für die Tunis, erzielte sieben Tore und gewann mit der Mannschaft die tunesische Meisterschaft. 
Nachdem er in der folgenden Saison noch elf Ligaspiele für Espérance Tunis bestritten hatte, wechselte er im Januar 2010 zum Schweizer Erstligisten BSC Young Boys aus Bern, bei denen er einen Vertrag bis zu Sommer 2013 unterschrieb. Am 7. Februar debütierte er für Bern im Auswärtsspiel gegen den FC Basel, als er in der 72. Minute für den Stürmer Matar Coly eingewechselt wurde. Bienvenu kam für die Young Boys in der Axpo Super League 55-mal zum Einsatz und erzielte 21 Tore.
Am 5. September 2011, am letzten Tag der Transferperiode in der Türkei, wechselte Bienvenu für kolportierte vier Millionen Euro zu Fenerbahçe Istanbul, die ihn aus dem laufenden Vertrag mit den Young Boys ausgelöst hatten. Zu Fenerbahçe gewechselt erkämpfte er sich in seiner ersten Saison sofort einen Stammplatz und absolvierte bis zum Saisonende 36 Ligaspiele. In der Hinrunde der zweiten Saison saß er fast ausschließlich auf der Ersatzbank und absolvierte lediglich zwei Ligaspiele. Da Fenerbahçe sich in der Winterpause mit Pierre Webó auf der Stürmerposition verstärkte, wurde Bienvenu für die Rückrunde an den spanischen Verein Real Saragossa ausgeliehen.
Im Sommer verpflichtete Fenerbahçe von Eskişehirspor den Mittelfeldspieler Alper Potuk und gab als Ablöse neben einer Geldsumme in Höhe von 6,25 Millionen Euro u. a. auch Bienvenu an Eskişehirspor ab. Bienvenu stimmte dem Wechsel letztlich zu und unterschrieb bei Eskişehirspor einen Dreijahresvertrag. Anfang September 2014 verließ er diesen Verein. Die folgenden drei Jahre spielte er für ES Troyes AC, anschließend zwei Jahre in den Vereinigten Arabischen Emiraten. Seit 2019 spielt er beim unterklassigen FC Métropole Troyenne, mit dem er gleich in der ersten Saison den Gang in die Sechstklassigkeit antreten musste.